# Pont-Scorff
Pont-Scorff (in bretone Pont-Skorf) è un comune francese di 3 253 abitanti situato nel dipartimento del Morbihan nella regione della Bretagna.
Esso si affaccia sul fiume Scorff.

## Società

### Evoluzione demografica
Abitanti censiti